# Inner Secrets
Inner Secrets è un album dei Santana del 1978.
L'album segna l'inizio della carriera di Santana in cui abbandona lo stile latin, rock, jazz e blues che lo aveva caratterizzato nel periodo precedente per muoversi verso lo stile Album Oriented Rock. Appunto per questo, l'album ha deluso le aspettative dei fan del chitarrista arrivando in settima posizione nei Paesi Bassi. I brani Open Invitation, Stormy e One Chain (Don't Make No Prison) divennero all'epoca singoli di successo.

## Tracce
1. Dealer / Spanish Rose (Capaldi, Santana) - 5:51
2. Move On (Santana, Rhyne) - 4:26
3. One Chain (Don't Make No Prison) (Lambert, Potter) - 7:13
4. Stormy (Buie, Cobb) - 4:46
5. Well All Right (Norman Petty, Buddy Holly, Allison, Mauldin) - 4:11
6. Open Invitation (Santana, Lambert, Potter, Walker, Margen) - 4:47
7. Life Is a Lady / Holiday (Lambert, Santana) - 3:48
8. The Facts of Love (Lambert, Potter) - 5:32
9. Wham! (Santana, Lear, Peraza, Rekow, Escovedo) - 3:28